# Mark Ghanimé
Pour l’article homonyme, voir Ghanimé.
Mark Ghanimé est un acteur canadien né le 1er décembre 1977 à Calgary.
Son père est libanais et sa mère est canadienne
Il est marié et père d’une petite fille qui se nomme Mica

## Filmographie

### Cinéma
- 2006 : Take Out : le gangster libanais
- 2007 : Perfect : le petit ami
- 2008 : Marion Bigsby: Prince of Darkness : John Bigsby
- 2008 : A Simple Day : Andrew
- 2011 : Citizen 101 : Richard
- 2013 : One Night in Seattle : Mark Henley
- 2013 : Cinemanovels : le français
- 2013 : L'Ordre des Gardiens (The Hunters) de Nisha Ganatra  : Conservateur du Musée
- 2015 : Adaline : Caleb

- 2015 : Les Yeux de l'assassin : M.Miller

### Télévision
- 2004 : Chasing Freedom : un villageois (téléfilm)
- 2009 : Wild Roses : Graham (1 épisode)
- 2010 : Smallville : l'homme ours en peluche (1 épisode)
- 2010 : Supernatural : Dr Drake (1 épisode)
- 2012 : The Secret Circle : Java Brew Man (1 épisode)
- 2012 : Fairly Legal : le détective (1 épisode)
- 2012 : Abducted: The Carlina White Story : le photographe (téléfilm)
- 2012 : Arrow : Dr Douglas Miller (1 épisode)
- 2012-2013 : Soldiers of the Apocalypse : Daniel Goose-Egg (12 épisodes)
- 2012-2013 : Emily Owens, M.D. : Dr Jamie Albagetti (6 épisodes)
- 2013 : À l'aube de la destruction : Run (mini-série)
- 2013 : The True Heroines : le policier (1 épisode)
- 2013 : The Hunters : le conservateur du musée (téléfilm)
- 2014 : Helix : Major Sergio Balleseros (personnage principal)
- 2015 : Quantico : Danny (1 épisode)
- 2015-2017 : Reign, le destin d'une reine : Don Carlos (5 épisodes)
- 2016 : Slasher : Le Bourreau : Justin Faysal (3 épisodes)
- 2017 : Private Eyes : Dr. Ken Graham
- 2017 :  IZombie : Devon (1 épisode)
- 2017 : Wynonna Earp : Jonas (1 épisode)
- 2017 : No Escape Room : Michael
- 2017 : Dark Universe : Ryan Runyon (en production)
- 2022 : Virgin River (série Netflix): Dr Cameron Hayek
- 2023 : À la recherche de mon ange gardien : Sam